# Dremomys pyrrhomerus
Dremomys pyrrhomerus là một loài động vật có vú trong họ Sóc, bộ Gặm nhấm. Loài này được Thomas mô tả năm 1895.

## Phân bố
Loài này được tìm thấy ở Trung Quốc và Việt Nam.